# Väckelsång
Väckelsång est une localité de la commune de Tingsryd, dans le comté de Kronoberg, dans le sud de la Suède.